# Ruff Ryders Mixtape Vol. 1
Ruff Ryders Mixtape Vol. 1 – Either U Ryde or U Die – pierwszy mixtape grupy hip-hopowej Ruff Ryders wydany przez wytwórnię Streetsweeper Entertainment. Wydany w roku 2002.

## Lista utworów
1. "Freestyle" (Lotto & Fame (From Philly))
2. "Freestyle" (Swizz Beatz & Cassidy)
3. "The General (Remix)" (Swizz Beatz ft. Nas, Fat Joe & Cassidy)
4. "Gangsta Niggas" (J-Hood ft. Jadakiss & Sheek Louch)
5. "Freestyle" (Styles P & Sheek Louch)
6. "Murder Marcy" (Jay-Z ft. Memphis Bleek & Geda-K)
7. "Bill Folders" (Mob Style ft. Jadakiss & Styles P)
8. "1st of the Month" (Cam’ron ft. The Diplomats)
9. "Freestyle" (Drag-On)
10. "Freestyle" (Cassidy & Yung Wun)
11. "Gangstas & Gentlemen" (Styles P)
12. "They Wanna Know" (Kay Slay ft. Sauce Money)
13. "Freestyle" (Keema)
14. "Freestyle" (Infa.Red & Cross)
15. "Freestyle" (Larsiny & Cassidy)
16. "Keepin It Gangsta (Remix)" (Fabolous ft. Jadakiss, Styles P, M.O.P & Paul Caine)
17. "Yung Wun Anthem" (Yung Wun ft. Jadakiss)
18. "Freestyle" (Drag-On)
19. "Freestyle" (J-Hood)
20. "I Miss You" (DMX ft. Faith Evans)
21. "Day & Night" (Isyss ft. Jadakiss)